# St. Marys, Kansas
St. Marys är en ort i Pottawatomie County, och Wabaunsee County, i Kansas. Vid 2020 års folkräkning hade St. Marys 2 759 invånare.
Orten är unik, i den mening att den förmodligen är världens enda traditionella katolska enklav, där en majoritet av invånarna är traditionella katoliker, vilket gör den jämförbar med amish-byarna i Pennsylvania eller de gamla judiska shtetlarna i Östeuropa.